# Pat Glover
Ernest William Matthew „Pat“ Glover (* 9. September 1910 in Swansea; † 9. September 1971 in Tamerton Foliot) war ein walisischer Fußballspieler.

## Sportlicher Werdegang
Glover begann mit dem Fußballspielen in einer Fußballmannschaft der lokalen Gruppe der christlichen Bewegung Forward Movement, ehe er sich Swansea Town anschloss. Hier kam der Stürmer in der Wettkampfmannschaft nicht zum Einsatz und wechselte 1929 daher zum in die First Division aufgestiegenen Grimsby Town. Mit dem Klub stieg er am Ende der Erstligasaison 1931/32 wieder ab, schaffte aber in der Spielzeit 1933/34 als Meister der Second Division den Wiederaufstieg. Dabei trug er mit 42 Saisontoren nicht nur maßgeblich zum Erfolg bei, sondern krönte sich damit auch zum Zweitligatorschützenkönig. Bis 1939 ging er für den Klub in der höchsten Spielklasse auf Torejagd, mit 180 Meisterschaftstreffern ist er der beste Angreifer der Vereinsgeschichte. Gemeinsam mit Mannschaftskamerad Cyril Lewis schloss er sich im Sommer 1939 dem Zweitligisten Plymouth Argyle an. Aufgrund des kurze Zeit später beginnenden Zweiten Weltkriegs und des dadurch alsbald eingestellten Ligaspielbetriebs in der Football League, kam er nach drei Meisterschaftsspielen dort noch in der regional ausgetragenen South West Regional League zum Einsatz. Als der Spielbetrieb nach Kriegsende wieder aufgenommen wurde, hatte er seine aktive Laufbahn beendet und betrieb einen Pub in Tamerton Foliot, einem Vorort Plymouths.
Zwischen 1931 und 1939 bestritt Glover sieben Länderspiele für die walisische Nationalmannschaft. Dabei erzielte er ebenso viele Länderspieltore.